# ブレーメン市電GT4形電車
GT4形は、ドイツ・ブレーメンを走るブレーメン市電が譲渡車両も含めて1959年から1982年にかけて導入した路面電車車両。急カーブ走行時の車体のはみ出しを抑える特殊な構造を採用した連接式電車で、製造企業（ハンザ車両製造、ウェーグマン）によってその仕組みが異なっていた。

## ハンザ車両製造製車両

### 概要

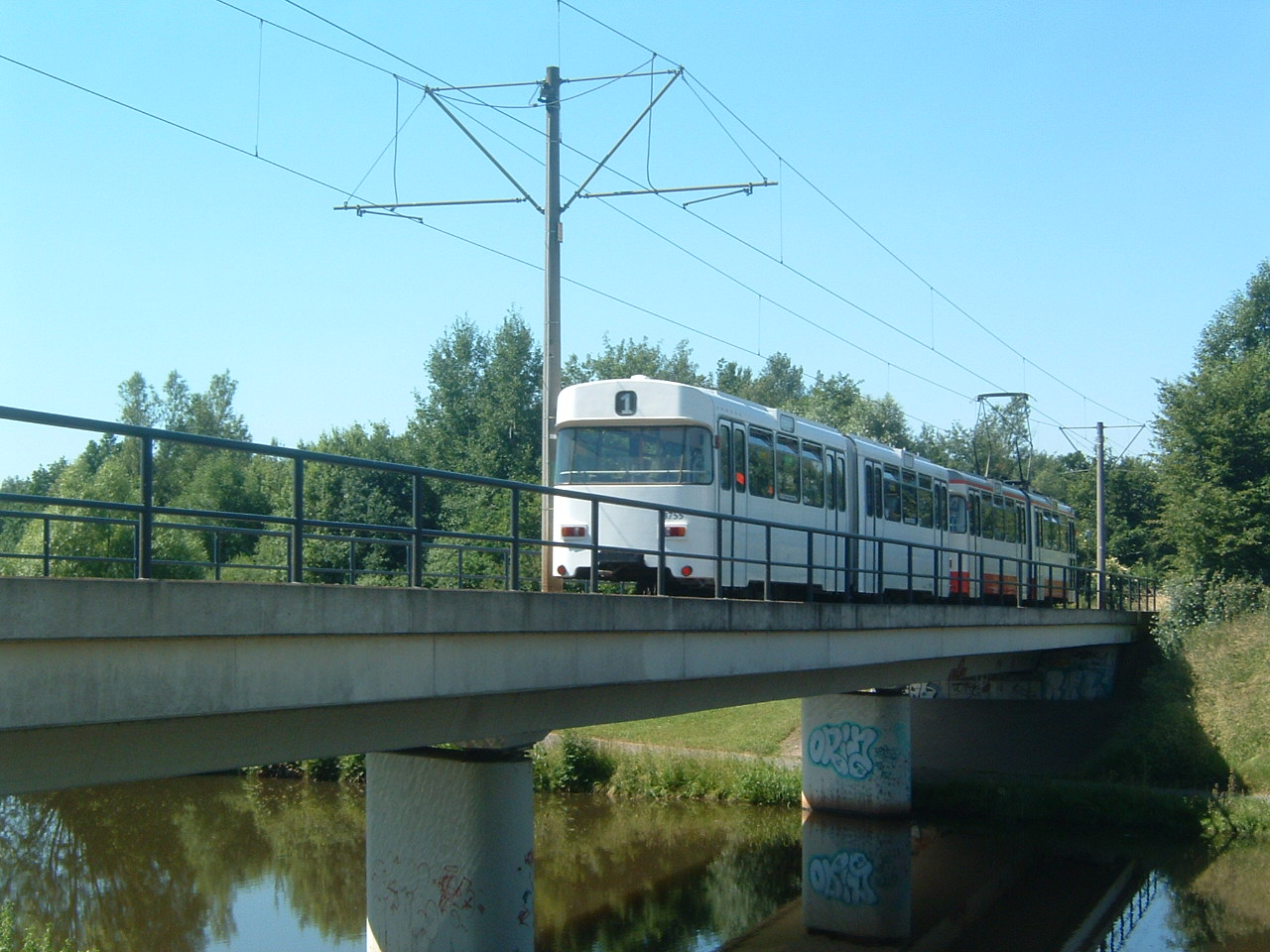
GB4形 運転台が設置されていない
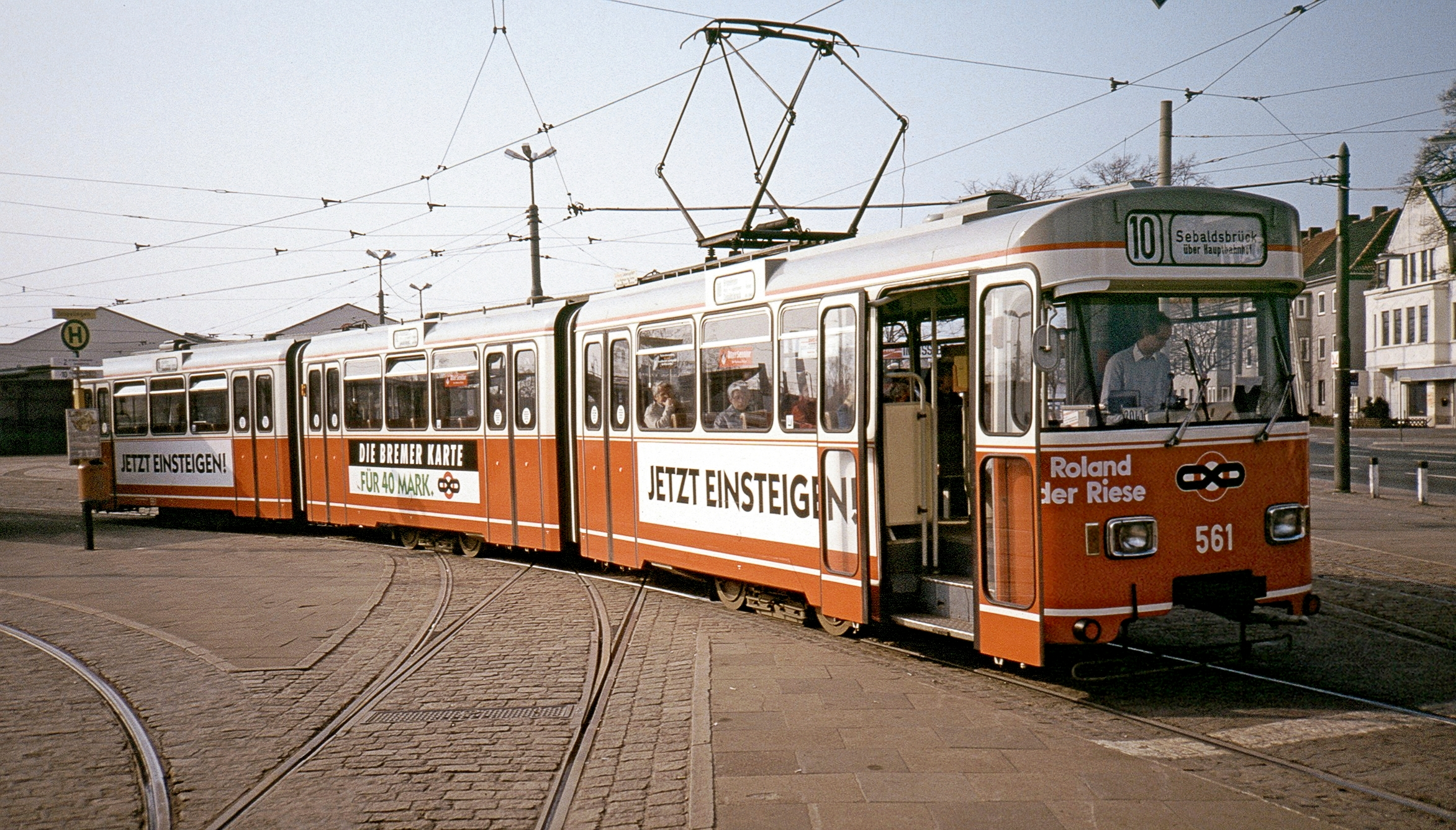
中間車体が追加されたGT6形

1950年代以降、西ドイツ各地の路面電車は増え続ける自家用車や発達するバスとの競争に晒されるようになったが、同時にこれらの交通機関では対応しきれない都心の大量輸送が可能であると言う利点も見直されるようになった。やがてその観点は自動車やバスが走る地上ではなく地下路線上に路面電車を走らせると言うシュタットバーンへと発展していったが、その中でブレーメンに本社を置いていた鉄道車両メーカーのハンザ車両製造は、路面電車規格で作られた地下の限られた空間を最大限に活用できる新型電車の開発に取り掛かった。そして、1959年に試作車が完成しブレーメン市電へ導入されたのが、運転台や主電動機、パンタグラフを有する電動車のGT4形と、運転台や主電動機を持たずGT4形に牽引される付随車のGB4形である。形式名はそれぞれ"車軸数4本の連接式電動制御車（Gelenktriebwagen）"および"車軸数4本の連接式付随車（Gelenkbeiwagen）"を意味する。
両形式とも2車体連接車で、GT4形は集電装置が設置されている車体にのみ運転台が設置された片運転台車両である。他都市に導入されていた連接車と異なりボギー台車が各車体中央下部に1基搭載され、台車枠を特殊なリンクによって結合する構造が採用された。これにより半径16mと言う急カーブを通過する際も車体と台車の向きが常に同一となり、曲線走行時の車体のはみ出し（偏倚、へんい）を少なくする事が可能となった。同時に車体全体の車幅を車両限界まで広げる事が可能と言う利点も有しており、従来のブレーメン市電の車両（2,100 mm-2,200 mm）から車幅が2,300 mmに拡大し定員数も増加した。

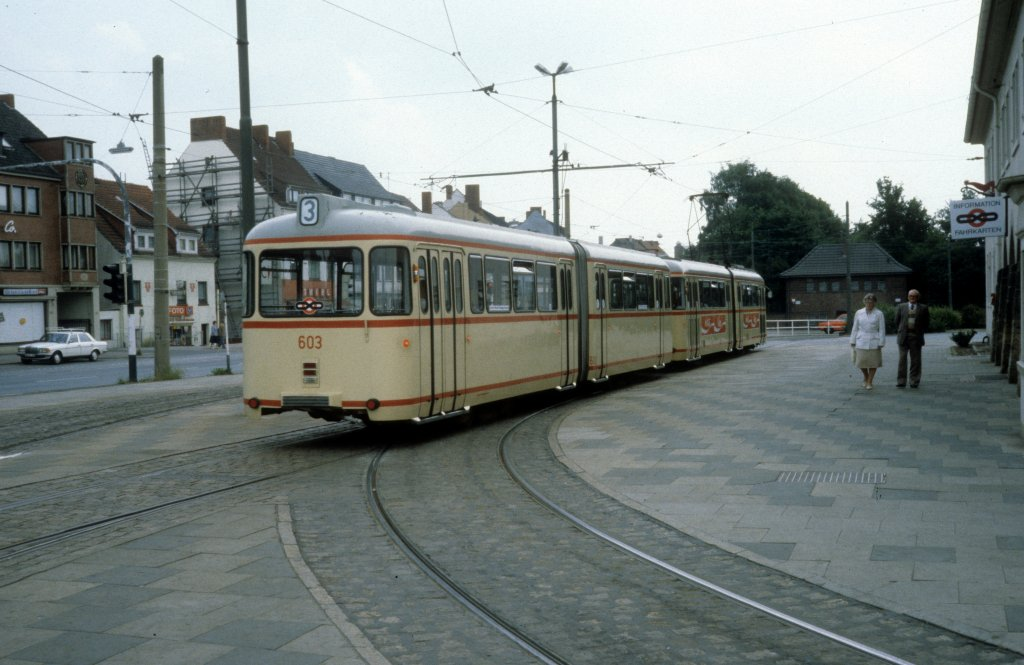
付随車のGB4形 運転台は設置されていない
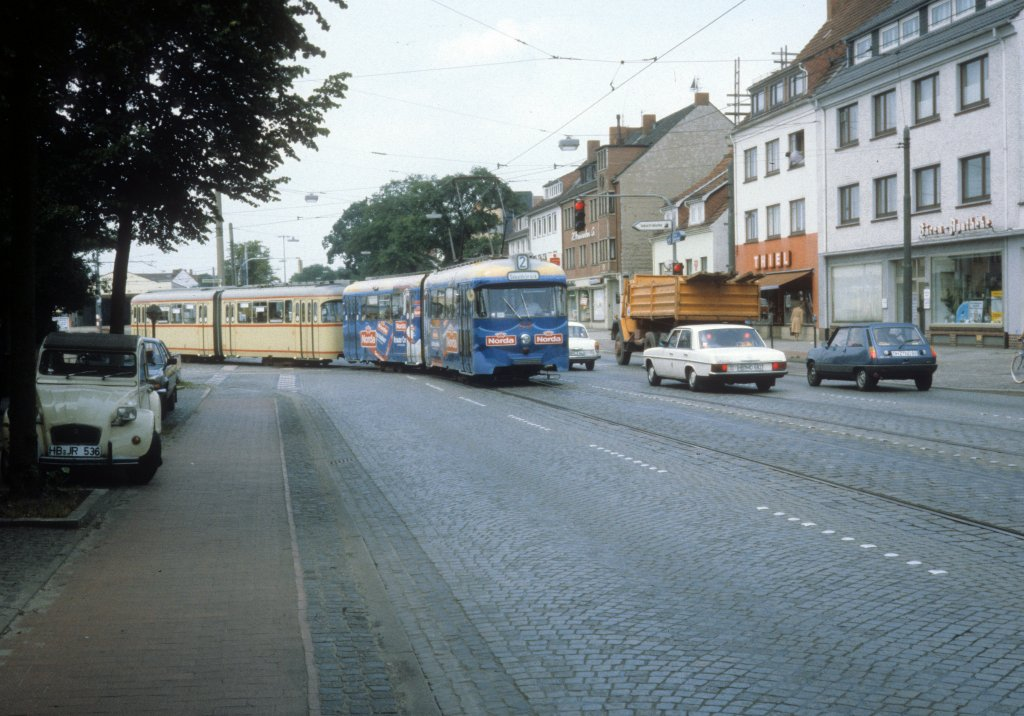
広告塗装を纏ったGT4形とGB4形による2両編成

### 運用
1959年に試作車となるGT4形（電動車）1両とGB4形（付随車）1両が製造され、その結果を基に1961年から1967年にかけて3次に渡って量産が実施された。製造年によって形式名が区別された他、3次車にあたるGT4c/GB4c形は後部車体の車掌用空間が撤去された。また1968年に製造されたブレーマーハーフェン市電向けの同型車両10両（電動車5両、付随車5両）が1982年の路線廃止に伴いブレーメン市電に譲渡され、GT4c/GB4c形に編入された。
1968年に付随車の車番変更が実施された他、1992年には翌年以降の超低床電車量産を前にブレーメン市電に在籍する全車両に対する改番が行われ、旧番号に"3000"の数字を足したものに変更された。そしてこの超低床電車・GT8N形の導入により置き換えが始まり、2003年までに定期運用から引退し、保存車両や事業用車両を除き全車廃車された。そのうちGT4形47両とGB4形44両については1995年から2003年にかけてルーマニア・ティミショアラを走るティミショアラ市電への譲渡が行われた。各形式の製造・譲受年や車両番号変更の推移などは以下の通りである。
| 形式   | 製造年  | 車種   | 両数 | 車両番号 （製造時） | 車両番号 （1968年以降）   | 車両番号 （1992年以降） | 備考                               |
| ------ | ------- | ------ | ---- | ------------------- | ------------------------- | ----------------------- | ---------------------------------- |
| GT4形  | 1959    | 電動車 | 1両  | 401                 | 401                       | 3401                    | 試作車                             |
| GB4形  | 1959    | 付随車 | 1両  | 1401                | 601                       | 3601                    | 試作車                             |
| GT4a形 | 1961-62 | 電動車 | 18両 | 402-419             | 402-419                   | 3402-3419               |                                    |
| GB4a形 | 1961-62 | 付随車 | 18両 | 1402-1419           | 602-619                   | 3602-3609               |                                    |
| GT4b形 | 1963    | 電動車 | 25両 | 420-444             | 420-444                   | 3420-3444               |                                    |
| GT4c形 | 1966-67 | 電動車 | 30両 | 445-474             | 445-474                   | 3445-3474               |                                    |
| GB4c形 | 1966-67 | 付随車 | 24両 | 1445-1468           | 620-643                   | 3620-3643               |                                    |
| 形式   | 製造年  | 車種   | 両数 | 車両番号 （製造時） | 車両番号 （1982年譲受後） | 車両番号 （1992年以降） | 備考                               |
| GT4c形 | 1968    | 電動車 | 5両  | 80-84               | 475-479                   | 3475-3479               | ブレーマーハーフェン市電から譲受。 |
| GB4c形 | 1968    | 付随車 | 5両  | 218-222             | 644-648                   | 3664-3648               | ブレーマーハーフェン市電から譲受。 |

### 現有車両
2018年時点でブレーメン市電に在籍する走行可能なハンザ車両製造製のGT4形(3両)・GB4形(1両)は以下の通りである。これらに加えて2009年まで445（GT4形、旧3445）が動態保存されていたが、2009年の検査で機器の破損が見つかり、費用の関係から翌2010年以降は静態保存に改められた。
- 3402 - GT4形、1974年に教習車へ改造。旧402。
- 3985 - GT4形、1997年にレール削正車へ改造。旧460→3460。
- 446 - GT4形、動態保存車両。旧3446で、1994年以降子供用車両（Kinderbahn）として使用されていたが、445に代わる動態保存車両として製造当初の車体や番号へ復元された。
- 1448 - GB4形、動態保存車両。旧623→3623、製造当初の番号へ改名。

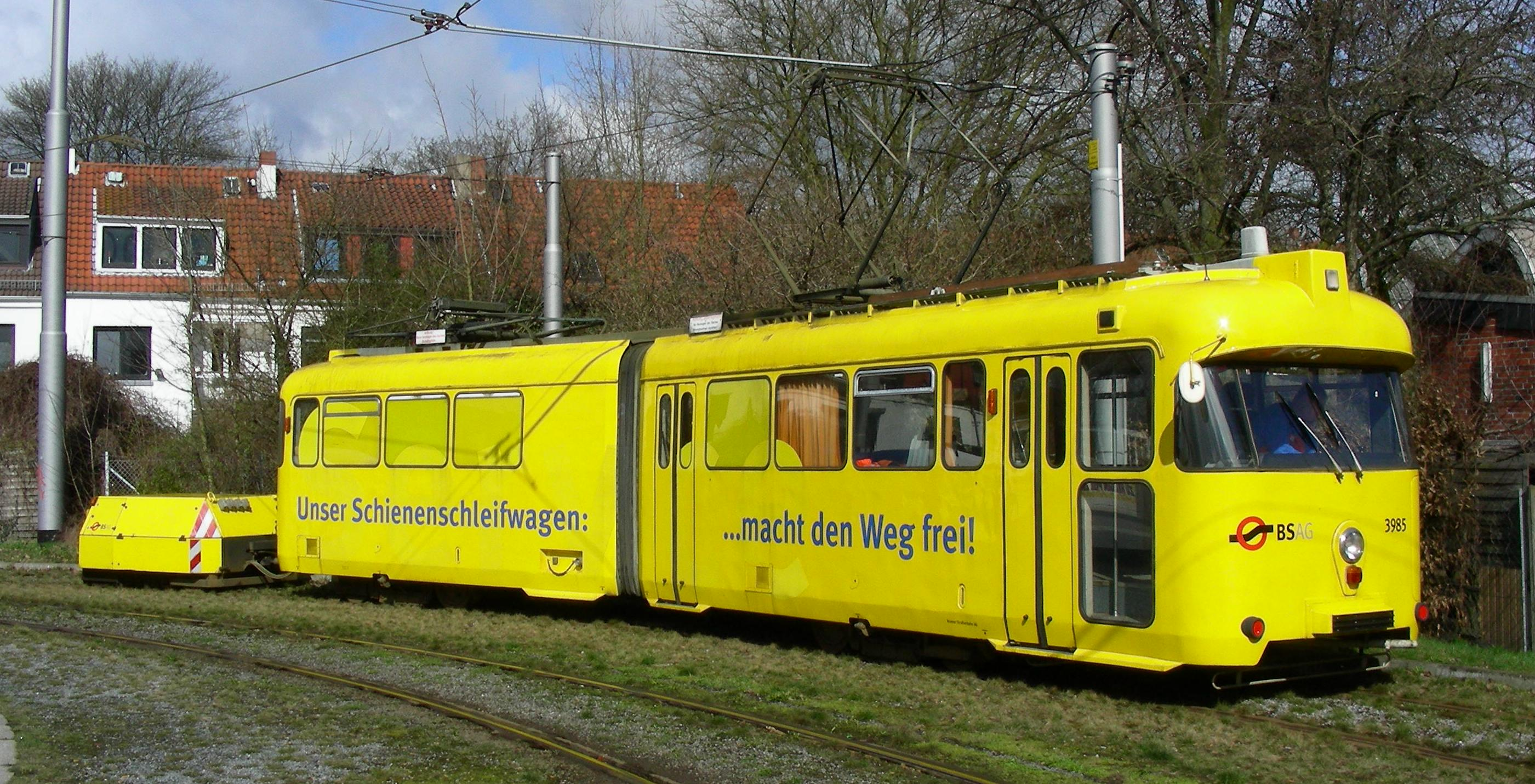
3985（レール削正車）

### 諸元
| 形式                             | 製造年  | 譲渡年          | 総数                        | 軌間                  | 編成                       | 運転台数              | 備考・参考                          |
| -------------------------------- | ------- | --------------- | --------------------------- | --------------------- | -------------------------- | --------------------- | ----------------------------------- |
| GT4/GB4 GT4a/GB4a GT4b GT4c/GB4c | 1959-68 | 1982(GT4c/GB4c) | 79両(GT4) 48両(GB4)         | 1,435mm               | 2車体連接車                | 片運転台(GT4)         | [ 9 ] [ 10 ] [ 11 ] [ 12 ]          |
| GT4/GB4 GT4a/GB4a GT4b GT4c/GB4c | 1959-68 | 1982(GT4c/GB4c) | 全長                        | 全幅                  | 全高                       | 重量                  | 最高速度                            |
| GT4/GB4 GT4a/GB4a GT4b GT4c/GB4c | 1959-68 | 1982(GT4c/GB4c) | 17,500mm(GT4) 16,700mm(GB4) | 2,300mm               | 3,027mm                    | 18.6t(GT4) 13.4t(GB4) | 60、70km/h                          |
| GT4/GB4 GT4a/GB4a GT4b GT4c/GB4c | 1959-68 | 1982(GT4c/GB4c) | 着席定員                    | 立席定員              | 電動機出力                 | 編成出力              | 制動装置                            |
| GT4/GB4 GT4a/GB4a GT4b GT4c/GB4c | 1959-68 | 1982(GT4c/GB4c) | 41人(GT4) 45人(GB4)         | 110人(GT4) 113人(GB4) | 60kw （AEG/SSW GMB 401 R） | 240kw                 | 発電ブレーキ 渦電流式レールブレーキ |

## ウェーグマン製車両

### 概要
1973年以降の増備車は、ハンザ車両製造が破産した事を受けてドイツ・カッセルの企業であるウェーグマンで製造が実施され、ハンザ車両製造製車両から車体や機器が多数変更された。
車体の偏倚を抑える構造は、特殊リンク機構から車体を台車に合わせて動かす機構へと変更された。各車体下部には台車部に2対、連接部に1対、計3対6箇所に油圧シリンダが接続されており、左右それぞれ油圧系統として繋がっている。車両が曲線を通過する際、台車の動きに合わせてこれらの油圧シリンダが稼働し、車体のはみ出しを抑えると言う仕組みであった。ただし油圧シリンダの信頼性に難があった事から1980年代以降は圧縮空気を用いた空気ばねへの交換が行われている。車体も設計が変更され、前照灯が車体下部へ移動した他前面方向幕も大型化した。
- GB4形
運転台が設置されていない
- 中間車体が追加されたGT6形

### 運用
製造は3度に渡って行われ、1973年から1977年までにGT4形（電動車）61両とGB4形（付随車）57両が導入された。そのうちGT4形561は1979年にブレーメンのローランド像にちなみ"ローランド"（Roland）という愛称が付けられた他、翌1980年にはGT4形10両にブレーメンの発展に貢献した人物にちなんだ名前が命名された。また、1986年（561）と1989年（560）には、GT4形2両に中間車体を追加する改造を実施し形式名もGT6形へ改められた。
1992年には超低床電車導入に先駆けた改番が実施されたが、2002年以降それらの超低床電車導入に伴う置き換えが始まった。2009年に定期運転離脱後も一部車両が予備車として在籍していたが、2013年12月21日に運行した臨時列車を最後に、後述の保存車両や事業用車両を除き引退した。
廃車となった車両のうちGT4形39両・GB4形38両についてはティミショアラ市電への譲渡が行われ、うちGT4形30両については2015年から2018年にかけてルーマニア各地の鉄道車両メーカーで車体や主要機器を更新したGT4MT形"アルモニア"への改造工事が実施されている。
各形式の製造・改造年や車両番号変更の推移などは以下の通りである。
| 形式   | 製造年  | 車種   | 両数 | 車両番号 （製造時） | 車両番号 （1992年以降） | 備考                                                         |
| ------ | ------- | ------ | ---- | ------------------- | ----------------------- | ------------------------------------------------------------ |
| GT4d形 | 1973-74 | 電動車 | 11両 | 501-511             | 3501-3511               |                                                              |
| GB4d形 | 1973-74 | 付随車 | 11両 | 701-711             | 3701-3711               |                                                              |
| GT4e形 | 1974    | 電動車 | 11両 | 512-522             | 3501-3511               |                                                              |
| GB4e形 | 1974    | 付随車 | 11両 | 712-722             | 3701-3722               |                                                              |
| GT4f形 | 1975-77 | 電動車 | 39両 | 523-561             | 3523-3561               | 以下の2両はGT6形に改造 651(3561) - 1986年 650(3560) - 1989年 |
| GB4f形 | 1975-77 | 付随車 | 36両 | 723-758             | 3723-3758               |                                                              |

### 現有車両
2018年現在、ブレーメン市電に在籍する走行可能なウェーグマン製のGT4形（2両）・GT6形（1両）・GB4形（1両）は以下の通りである。これらに加えて3548（GT4形、旧548）が2009年以降教習車として使用されていたが、2017年以降はブレーメン路面電車博物館で静態保存されている。
- 3538 - GT4形、教習車。旧538。
- 3561 - GT6形、旧561。2004年に団体専用車両"Partitour"へ改造。
- 557 - GT4形、旧3557、保存時に製造時の番号へ復元。
- 747 - GB4形、旧3747、保存時に製造時の番号へ復元。

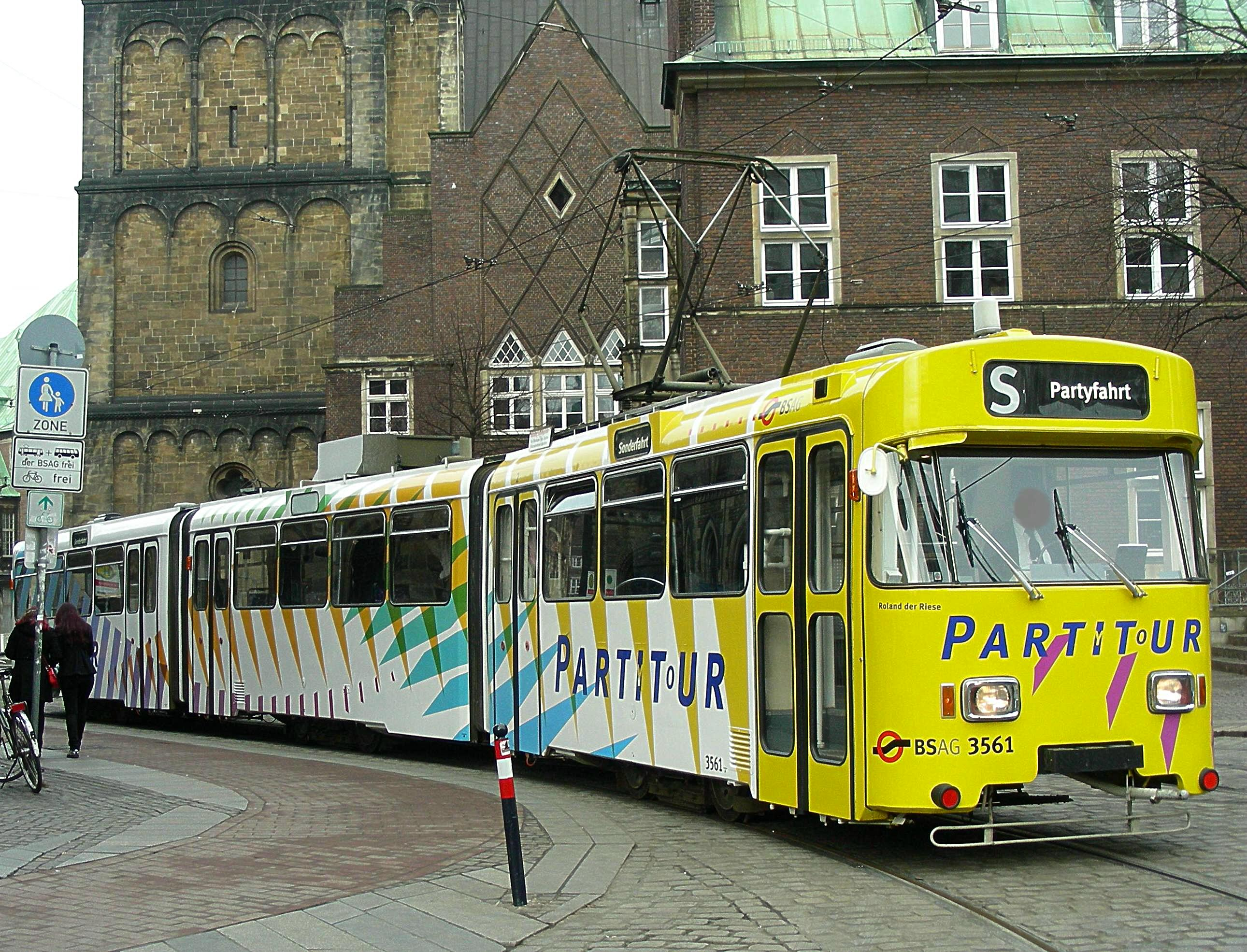
3561（"Partitour"）

### 諸元
| 形式                              | 製造年            | 改造年        | 総数                             | 軌間                                    | 編成                                           | 運転台数                                       | 備考・参考                  |
| --------------------------------- | ----------------- | ------------- | -------------------------------- | --------------------------------------- | ---------------------------------------------- | ---------------------------------------------- | --------------------------- |
| GT4d/GB4d GT4e/GB4e GT4f/GB4f GT6 | 1973-77(GT4、GB4) | 1986、89(GT6) | 61両(GT4) 57両(GB4) 2両(GT6)     | 1,435mm                                 | 2車体連接車 (GT4、GB4) 3車体連接車 (GT6)       | 片運転台(GT4、GT6)                             | [ 6 ] [ 13 ] [ 18 ]         |
| GT4d/GB4d GT4e/GB4e GT4f/GB4f GT6 | 1973-77(GT4、GB4) | 1986、89(GT6) | 全長                             | 全幅                                    | 全高                                           | 重量                                           | 最高速度                    |
| GT4d/GB4d GT4e/GB4e GT4f/GB4f GT6 | 1973-77(GT4、GB4) | 1986、89(GT6) | 17,500mm(GT4、GB4) 28,400mm(GT6) | 2,300mm                                 | 3,000mm                                        | 21.2t(GT4) 14.5、15.2t(GB4) 28.4t(GT6)         | 70km/h                      |
| GT4d/GB4d GT4e/GB4e GT4f/GB4f GT6 | 1973-77(GT4、GB4) | 1986、89(GT6) | 着席定員                         | 立席定員                                | 電動機出力                                     | 編成出力                                       | 制動装置                    |
| GT4d/GB4d GT4e/GB4e GT4f/GB4f GT6 | 1973-77(GT4、GB4) | 1986、89(GT6) | 42人(GT4) 46人(GB4) 67人(GT6)    | 88、94人(GT4) 97、101人(GB4) 140人(GT6) | 120kw（BBC製） (GT4) 163kw（AEG製） (GT4、GT6) | 240kw（BBC製） (GT4) 326kw（AEG製） (GT4、GT6) | 発電ブレーキ レールブレーキ |